# Hermanas Agustinas Recoletas Misioneras
La Congregación de Misioneras Agustinas Recoletas es un congregación religiosa católica femenina, de vida apostólica y de derecho pontificio, fundada en 1931 por el obispo español Francisco Javier Ochoa Ullate, en Shangqiu (China). A las religiosas de este instituto se les conoce como agustinas recoletas misioneras o M.A.R.. Sus miembros posponen a sus nombres las siglas M.A.R.

## Historia

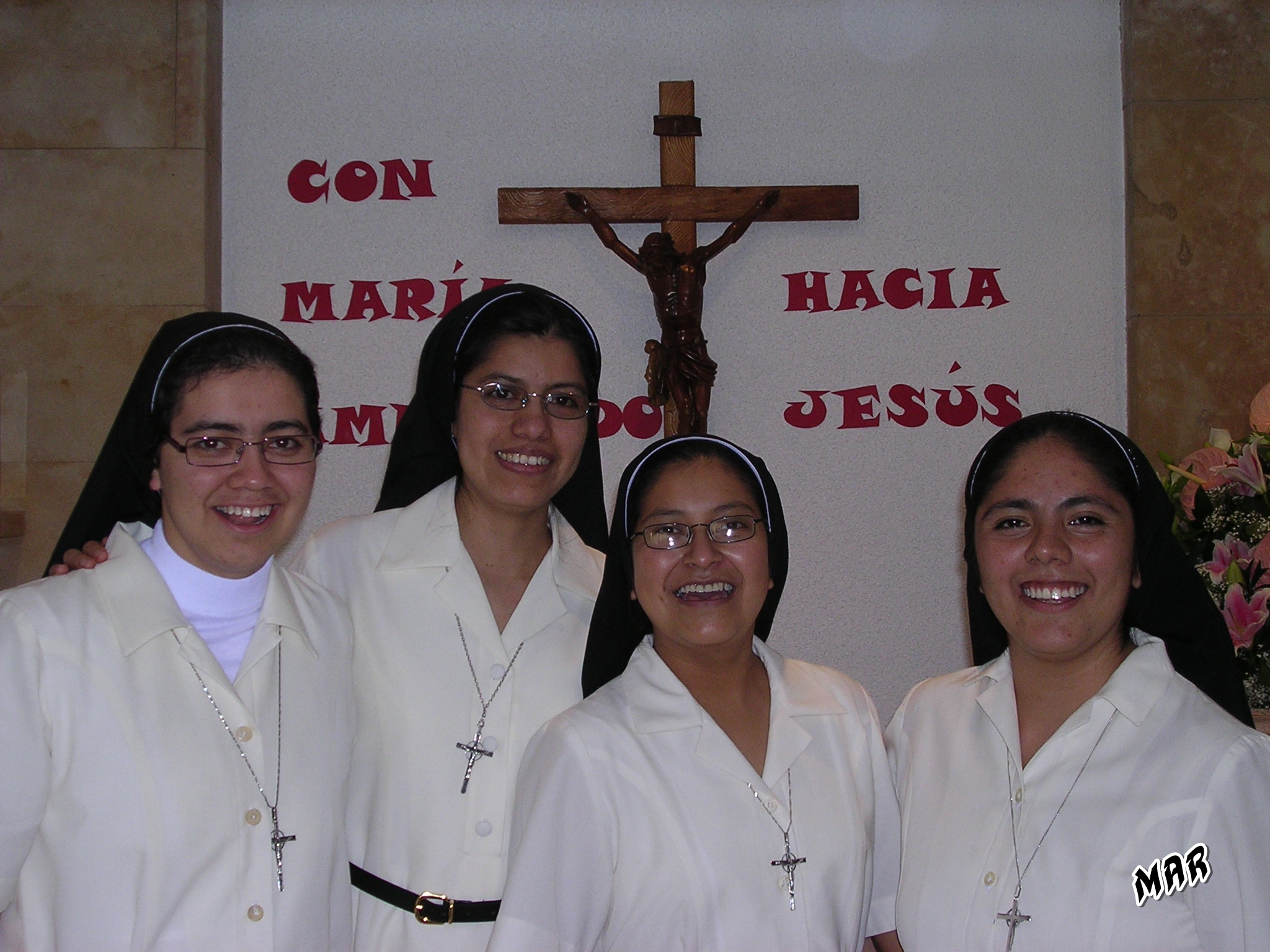
Religiosas del instituto.

La congregación fue fundada por el obispo Francisco Javier Ochoa Ullate, de la Orden de Agustinos Recoletos, siendo prefecto apostólico de Shangqiu, en China. Con la colaboración de tres religiosas de la Orden de Monjas Agustinas Recoletas, a la cabeza de Esperanza Ayerbe de la Cruz, decidió dar inicio a un instituto misionero, con el fin de evangelizar y aceptar vocaciones nativas.
El instituto recibió la aprobación como congregación religiosa de derecho diocesano por el mismo fundador, el 19 de mayo de 1931, y agregado a la Orden de Agustinos Recoletos. La Congregación de Propaganda Fide elevó el instituto a congregación religiosa de derecho pontificio, mediante decretum laudis del 18 de enero de 1947, del papa Pío XII.

## Organización
La Congregación de  Misioneras Agustinas Recoletas es un instituto religioso de derecho pontificio y centralizado, cuyo gobierno es ejercido por una superiora general. La sede central se encuentra en el barrio de La Fortuna de Leganés, en Madrid (España).
Las Misioneras Agustinas Recoletas  se dedican a las misiones. En 2017, el instituto contaba con 219 religiosas y 37 comunidades, presentes en Argentina, Brasil, Colombia, China, Cuba, Ecuador, España, México y Perú.
Desde el 23 de noviembre de 2019 ya no están en Argentina.